# Margarita Salaverría Galárraga
Margarita Salaverría Galárraga (Buenos Aires, 12 de marzo de 1911-Madrid, 7 de diciembre de 2000) fue la primera diplomática de carrera de España.

## Biografía y trayectoria profesional
Nació en Buenos Aires, el 12 de marzo de 1911. Era hija del destacado escritor y periodista José María Salavarría y de Amalia Galárraga. De la madre, nacida en San Sebastián, se sabe que se graduó en Magisterio y aprendió francés como au-pair y fue una de las fundadoras del Lyceum Club, y tesorera del comité ejecutivo de esta entidad.
Magarita Salavarría comenzó sus estudios en el Colegio Alemán, para pasar después al Instituto-Escuela y luego cursó Derecho en Madrid, siendo compañera de estudios y amiga de Emilio Garrigues Díaz-Cañabate.
Cuando tenía 22 años aprobó las oposiciones al cuerpo diplomático, siendo así la primera mujer en aprobarlas, durante la República, en 1933, pasando a trabajar en ese mismo año en el Ministerio de Estado.
Su nombre aparece en la lista de aspirantes nombrados secretarios de tercera clase del 1 de noviembre de 1933.
Al iniciarse la guerra civil española se alineó —junto con su futuro marido, el diplomático Jaime Argüelles— con el bando sublevado. Por Orden de 30 de julio de 1936 se creó un Gabinete Diplomático, cuya finalidad era la de informar a la Junta de Defensa Nacional sobre asuntos relativos a su competencia. Este gabinete estaba formado por integrado por tres Secretarios de Primera (José María Bermejo Gómez, Antonio de la Cierva y Lewita y Vicente Taberna Latasa); seis Secretarios de Segunda (Gerardo Gasset y Neyra, Luis Roca de Togores y Pérez del Pulgar, Rafael Romero Ferrer, Antonio Villacieros Benito, Fernando Sebastián de Erice y O'Shea y Manuel Orbea Biardeu); y un Secretario de Tercera, cargo que recayó en Margarita Salaverría Galarraga (lo cual queda recogido en el Boletín Oficial de la Junta de Defensa Nacional de España con fecha 14 de septiembre del 36, que recogía un acuerdo del 6 de septiembre de ese mismo año, firmado en Burgos por Federico Montaner). Esta celeridad en el nombramiento puede ser indicativo de la confianza del régimen sublevado en las personas elegidas, las cuales podrían considerarse fieles a la causa rebelde.
En 1938, en San Sebastián, se casó con el también diplomático (y compañero de estudios) Jaime Argüelles Armada (uno de los fundadores del Banco Español de Crédito), y fruto de su matrimonio nacieron tres niños: Jacobo,  Pedro y José; y tres niñas: Isabel, Margarita e  Inés.
Durante la Segunda Guerra Mundial estuvo en Londres, donde su marido era consejero comercial del equipo del duque de Alba, y ella ejercía trabajos de secretaria de embajada.
En 1961 fue ascendida a Ministro Plenipotenciario de tercera clase, Consejero de Embajada, según consta en el Decreto 2206/1961, de 26 de octubre, publicado en el «BOE» núm. 276, de 18 de noviembre de 1961, página 16385, sección II. Autoridades y personal - A. Nombramientos, situaciones e incidencias. Departamento de Ministerio de Asuntos Exteriores con referencia BOE-A-1961-21065.
Fue un caso excepcional de mujer diplomática incluso en los inicios del régimen franquista.
En los años 70, junto con su familia se traslada a Estados Unidos, donde su marido es embajador de España en Washington. Enviudó el 6 de diciembre de 1995.
En 1981 se le concede la Banda de Dama de la Orden de Isabel la Católica, tal y como queda recogido en el Real Decreto 388/1981, de 11 de marzo, publicado en el «BOE» núm. 59, de 10 de marzo de 1981, página 5318.
Falleció en Madrid el 7 de diciembre del 2000.
Es considerada, junto a Aline Griffith y Meye Allende de Maier, musa del diseñador de alta costura Balenciaga.